# テセロイキン
テセロイキン（Teceleukin）は、遺伝子組換えヒトインターロイキン-2であり、N末端にメチオニンが結合した134個のアミノ酸残基からなるタンパク質である。

## 効能・効果
- 血管肉腫
- 腎癌
- 神経芽腫に対するジヌツキシマブの抗腫瘍効果の増強

## 副作用
重大な副作用は、
- 体液貯留(12.4%)

毛細血管漏出症候群〔体重増加(5.8%)、浮腫(4.3%)、胸水・腹水・肺水腫等の水分貯留(3.5%)、尿量減少(1.6%)〕、循環血漿量減少〔血圧低下(2.7%)〕
- 鬱血性心不全(0.4%)

- 抑うつ(0.8%)、自殺企図

- 誘発感染症、感染症の増悪

好中球機能抑制
- 自己免疫現象

強皮症、溶血性貧血、糖尿病
である。
その他、10%以上に現れる副作用として、発熱(73.3%)、悪寒・戦慄(39.9%)、全身倦怠感(34.9%)、頭痛・頭重感、好酸球増多(69.4%)、ALT上昇、AST上昇、食欲不振(36.8%)、悪心・嘔吐が挙げられる。

## 薬物動態
静脈内投与後、最も多く分布する臓器は腎臓である。血中からは2相性（0.23hr、1.46hr）に消失するが、代謝経路は不明である。

## 参考資料
1. 1 2  “イムネース注35 添付文書”. www.info.pmda.go.jp.   PMDA. 2021年9月13日閲覧。
2. ↑  西内偉格, 甲斐包子, 吉田真里子, 高岸靖, 山田秀雄, 永井修吾, 刈谷巽, 佐々木緊「遺伝子組換え型ヒトインターロイキン-2(S-6820)の体内動態に関する研究(第1報):S-6820投与後のラットにおける検討」『薬物動態』第5巻第2号、日本薬物動態学会、1990年、165-177頁、doi:10.2133/dmpk.5.165、ISSN 0916-1139。
3. ↑  金沢春幸ら (1990). Biotherapy 4:  1182-1187.